# Дэвидц, Эмбет
Эмбет Джин Дэвидц (англ. Embeth Jean Davidtz; род. 11 августа 1965) — американская киноактриса.

## Биография

### Молодость
Эмбет Дэвидц родилась в городе Лафейетт, штата Индиана, хотя её отец в это время учился в Пердьюнском университете на факультете химического машиностроения. Её родители, Джон и Джоан, позже переехали в Трентон, штат Нью-Джерси. Когда Эмбет было 9 лет, они вернулись к себе на родину в ЮАР. Она хорошо знала английский, но чтобы учиться в школе пришлось учить африкаанс. В 1983 году она с отличием окончила Гленскую школу в Претории и поступила в Университет Родса в Грейамстауне.

### Карьера
Свою первую профессиональную роль Эмбет исполнила в возрасте 21 в Майнардвильском летнем театре (англ. Maynardville Open-Air Theatre) в Кейптауне, играя Джульетту в пьесе «Ромео и Джульетта». Она так же исполнила несколько ролей в других пьесах как на английском языке, так и на африкаанс, включая «Тихая ночь» (англ. Silent Night) и «Цепь голосов» (англ. A Chain of Voices), за которые была номинирована на южноафриканскую премию, эквивалент премии «Тони».
В 1988 году она дебютировала в фильме ужасов «Мутатор», а чуть позже сыграла дочь межрасовой пары в телесериале «Частная жизнь», который получил большие отзывы. В 1992 году она получает премию Южноафриканского кинематографа за роль жертвы изнасилования, которая становится глухонемой в фильме «Ночь 19-го» (африк. Nag van die 19de).
В Лондоне она встречает агента и переезжает в Лос-Анджелес в 1992 году. Ей сразу достается роль в фильме Сэма Рэйми «Армия тьмы». Вскоре после этого она появилась в двух проектах канала NBC и нескольких фильмах в эпизодических ролях. Её замечает режиссёр Стивен Спилберг и приглашает на съёмки фильма «Список Шиндлера» в роли Хелен Хирш, еврейской горничной. После этого фильма на неё посыпались предложения из разных компаний на роли второго плана.
В 2001 году она играет в фильме «Дневник Бриджит Джонс», и в этом же году её приглашают на канал CBS. В 2005 году появилась на канале ABC в популярном сериале «Анатомия страсти», а затем на канале HBO в сериале «Лечение».

### Личная жизнь
22 июня 2002 года вышла замуж за адвоката Джейсона Слоан (англ. Jason Sloane). В 2002 году у них родилась дочь Шарлотта Эмили (англ. Charlotte Emily), а в 2005 году сын Ашер Дилан (англ. Asher Dylan).

## Фильмография
| Фильмы | Фильмы                                 | Фильмы                          | Фильмы                                        |
| Год    | На русском языке                       | На языке оригинала              | Роль                                          |
| ------ | -------------------------------------- | ------------------------------- | --------------------------------------------- |
| 1989   | Мутатор                                | Mutator                         | Дженифер                                      |
| 1990   | Нежное убийство                        | Sweet Murder                    | Лаура Шенон                                   |
| 1992   | Армия тьмы                             | Army of Darkness                | Шейла                                         |
| 1992   | Ночь 19-го                             | Nag van die 19de                | Тесса ван Дайк                                |
| 1993   | Список Шиндлера                        | Schindler’s List                | Хелен Хирш                                    |
| 1995   | Убийство первой степени                | Murder in the First             | Мэри Маккаслин                                |
| 1995   | Последнее лето любви                   | Feast of July                   | Белла Форд                                    |
| 1996   | Матильда                               | Matilda                         | мисс Дженифер «Джени» Хони                    |
| 1998   | Падший                                 | Fallen                          | Гретта Милано                                 |
| 1998   | Леший                                  | The Gingerbread Man             | Мэлори Досс                                   |
| 1999   | Саймон Магус                           | Simon Magus                     | Лиа                                           |
| 1999   | Мэнсфилд-парк                          | Mansfield Park                  | Мэри Кроуфорд                                 |
| 1999   | Двухсотлетний человек                  | Bicentennial Man                | Аманда Мартин, «Маленькая Мисс» / Порша Чарни |
| 2001   | Дневник Бриджит Джонс                  | Bridget Jones’s Diary           | Наташа Глинвиль                               |
| 2001   | Яма                                    | The Hole                        | доктор Филиппа Хорвуд                         |
| 2001   | Тринадцать привидений                  | Thir13en Ghosts                 | Калина Оретзи                                 |
| 2002   | Императорский клуб                     | The Emperor’s Club              | Элизабет                                      |
| 2005   | Июньский жук                           | Junebug                         | Меделина                                      |
| 2007   | Перелом                                | Fracture                        | Дженифер Кроуфорд                             |
| 2009   | Крылатые существа                      | Winged Creatures                | Лидия Джесперсон                              |
| 2011   | Девушка с татуировкой дракона          | The Girl with the Dragon Tattoo | Анника Блумквист                              |
| 2012   | Новый Человек-паук                     | The Amazing Spider-Man          | Мэри Паркер                                   |
| 2013   | Паранойя                               | Paranoia                        | доктор Джудит Болтон                          |
| 2013   | Европа                                 | Europa Report                   | доктор Саманта Унгер                          |
| 2014   | Новый Человек-паук. Высокое напряжение | The Amazing Spider-Man 2        | Мэри Паркер                                   |
| 2021   | Время                                  | Old                             | взрослая Мэддокс                              |

| Телевидение | Телевидение             | Телевидение        | Телевидение                      |
| Год         | На русском языке        | На языке оригинала | Роль                             |
| ----------- | ----------------------- | ------------------ | -------------------------------- |
| 1989        | Частная жизнь           | A Private Life     | Олдер Карен                      |
| 1992        | Нарушенные обещания     | Deadly Matrimony   | Даяна Мастерс                    |
| 1998        | Отпущение грехов        | Last Rites         | доктор Лаура Ригс                |
| 2001-2008   | Клиника                 | Scrubs             | Мэдди                            |
| 1998-2006   | Затерянные в Антарктиде | Shackleton         | Розалин Четвинд                  |
| 2005-2008   | Анатомия страсти        | Grey’s Anatomy     | Ненси Шепард в титрах не указана |
| 2008        | Лечение                 | In Treatment       | Эми                              |
| 2009        | Блудливая Калифорния    | Californication    | Фелиция Кунс                     |

## Награды и номинации
| Год  | Премия                           | Категория                 | Фильм или сериал        | Результат |
| ---- | -------------------------------- | ------------------------- | ----------------------- | --------- |
| 2000 | Blockbuster Entertainment Awards | Лучшая комедийная актриса | «Двухсотлетний человек» | Номинация |